# Třída Um Al Maradim
Třída Um Al Maradim je třída raketových člunů kuvajtského námořnictva postavená na základě francouzské typové řady Combattante I / P-37 BRL. Celkem bylo postaveno osm jednotek této třídy. Všechny jsou v aktivní službě.

## Stavba

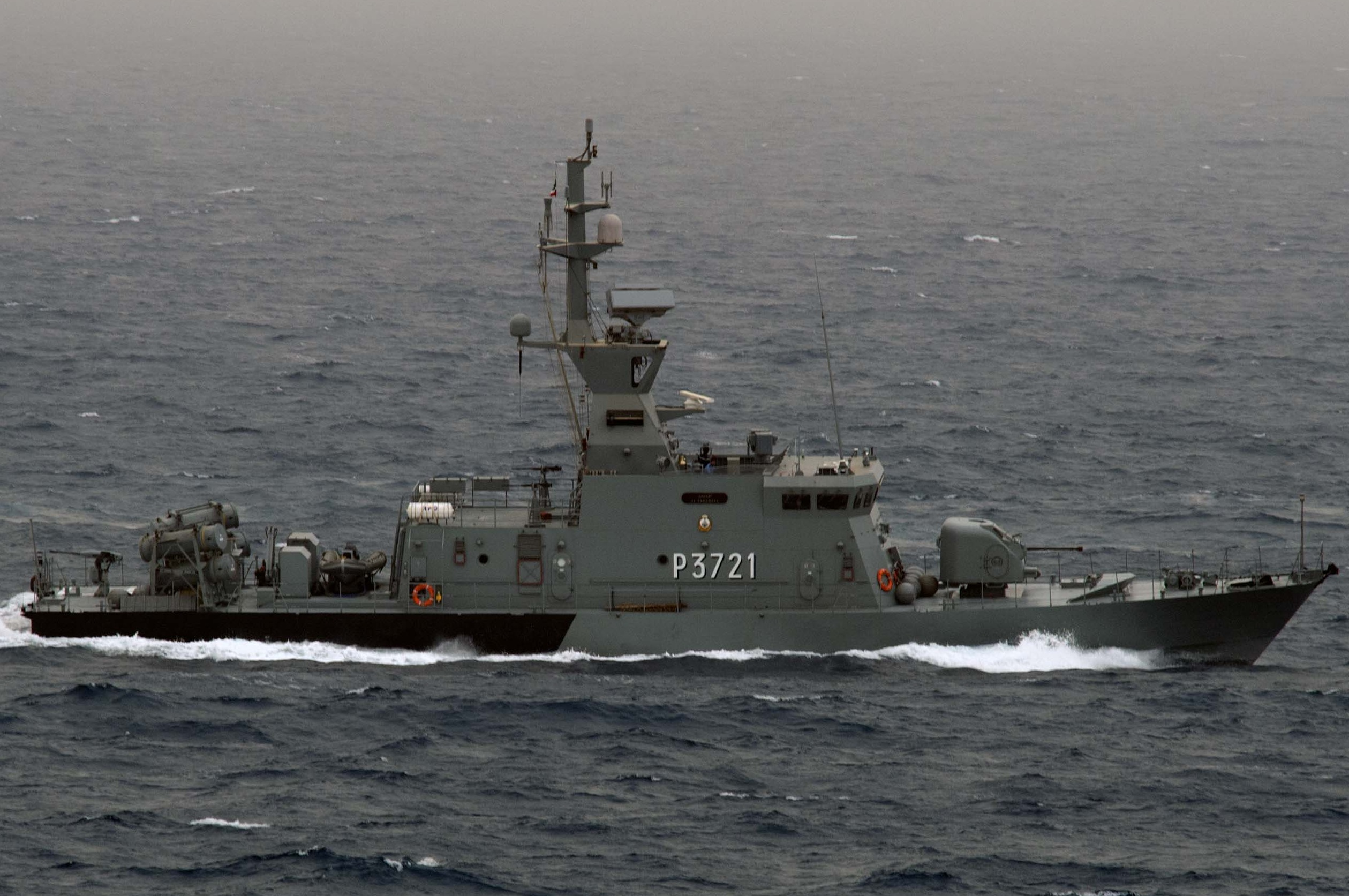
Al Fahaheel (P3721)

Všech osm jednotek třídy postavila, na základě své typové řady Combattante I, francouzská loděnice Construction Mecaniques de Normandie (CMN) v Cherbourgu. Plavidla pomohla zacelit těžké ztráty námořnictva, utrpěné ve válce v Zálivu. Nesou jména Um Al Maradim (P3711), Ouha (P3713), Failaka (P3715), Maskan (P3717), Al Ahmadi (P3719), Al Fahaheel (P3721), Al Yamook (P3723) a Al Garoh (P3725). Do služby vstupovaly v letech 1998–2000.

## Konstrukce
Plavidla nesou bojový řídící systém Thales Tavitac. Dále nesou radar pro řízení palby Bae Systems Seaspray, optotronický systém řízení palby Sagem Najir Mk 2, 3D vyhledávací radar Thales MRR a navigační radar Racal. Hlavňovou výzbroj tvoří jeden 40mm kanón v dělové věži na přídi, jeden 20mm kanón Giat M621 na zádi a dva 12,7mm kulomety. Údernou výzbroj představují čtyři lehké podzvukové protilodní střely MBDA Sea Skua s dosahem 15 km. V případě potřeby mohou být vybaveny dvojitým vypouštěcím zařízením Simbad pro protiletadlové řízené střely velmi krátkého dosahu Mistral. Pohonný systém tvoří dva diesely MTU a dvě vodní trysky KaMeWa. Nejvyšší rychlost dosahuje 30 uzlů.